# Cinturón de Gould

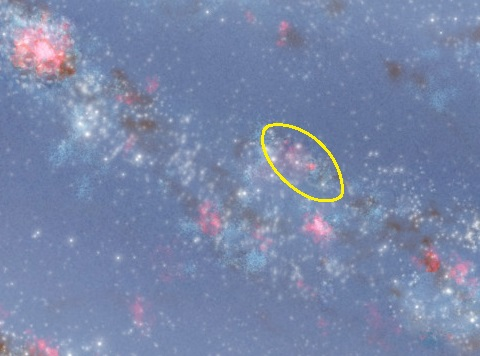

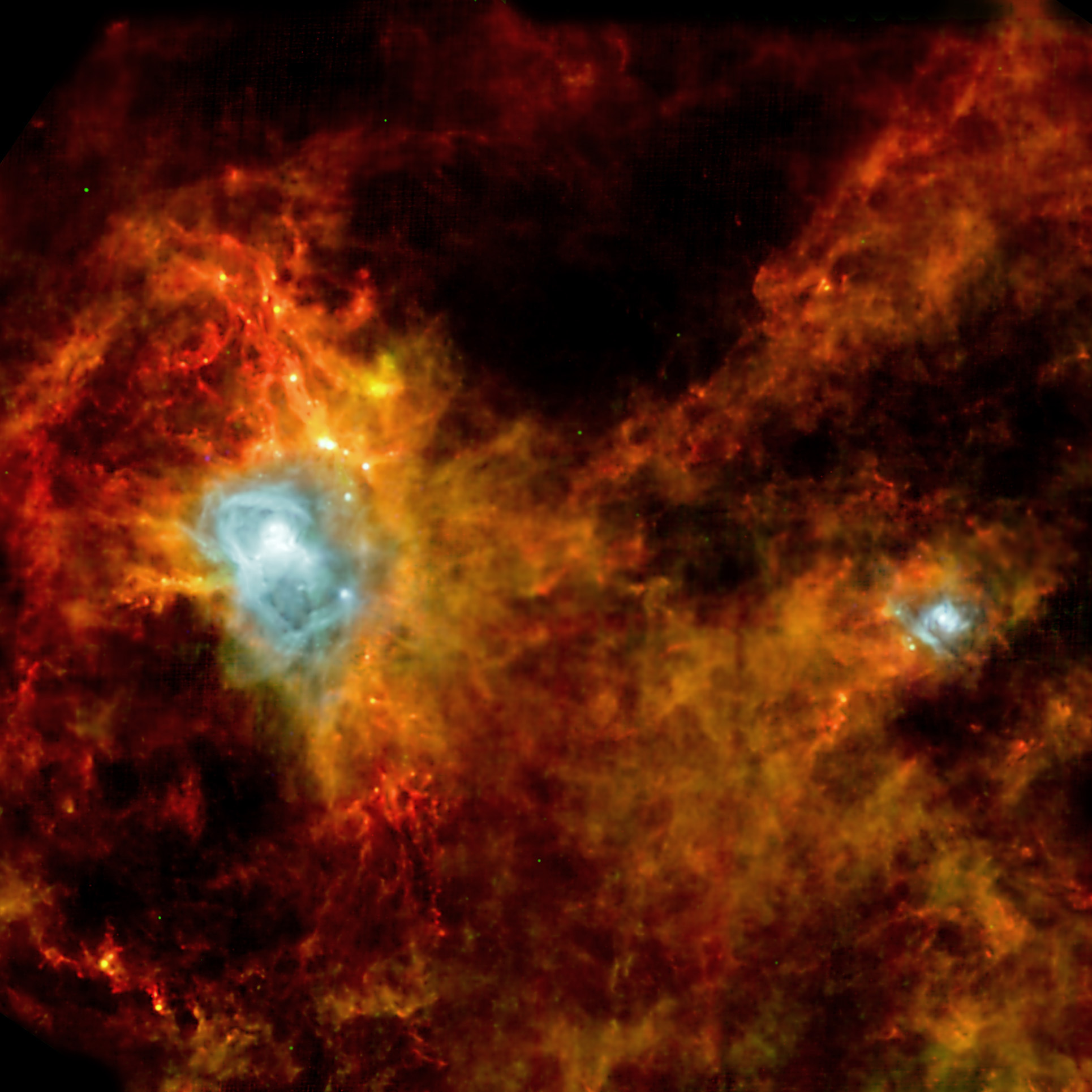
Imagen de W40 (1500 a.l.) y la Fisura de Serpens-Aquila en el cinturón de Gould.

El cinturón de Gould es un anillo parcial de estrellas de unos 3000 años luz de diámetro, que abarca una zona entre los 16 y 20 grados con respecto al plano galáctico de nuestra galaxia. Su masa total (entre estrellas y materia interestelar) se estima entre 1 y 2 millones de masas solares. El cinturón de Gould alberga en su seno a multitud de estrellas masivas muy calientes de reciente formación (estrellas azules de tipos espectrales O y B). Aunque no pertenece a él, nuestro Sol se encuentra inmerso en el cinturón de Gould.
Se ha estimado que el cinturón tuvo su origen hace entre 30 y 50 millones de años, aunque todavía se desconoce su origen. Sin embargo, los modelos sí parecen estar de acuerdo en que se encuentra en expansión. Las observaciones realizadas por algunos satélites como el Hipparcos confirmaron que el cinturón de Gould es fuente de abundantes rayos X y gamma.
Su nombre proviene del astrónomo Benjamin Apthorp Gould, quien lo identificó durante la década de 1870.

## Origen y formación
Existen varias teorías acerca del origen del cinturón de Gould. Una de ellas postula que se formó a partir de un evento explosivo, mientras que la otra sostiene  que fue el resultado de una onda de choque producida por la colisión de alguna nube con el disco galáctico hace 50 o 60 millones de años, donde actualmente se encuentra la constelación de Perseo. Según esta última teoría, esta onda de choque comenzó a expandirse y desestabilizó gravitacionalmente a varias nubes moleculares, las cuales dieron lugar a las estrellas más visibles en nuestro firmamento actual.
Se cree que la expansión del cinturón de Gould causó una o varias supernovas, las cuales dieron lugar hace 10 millones de años a la Burbuja Local en la que nuestro astro está inmerso.